# دل و قلوه

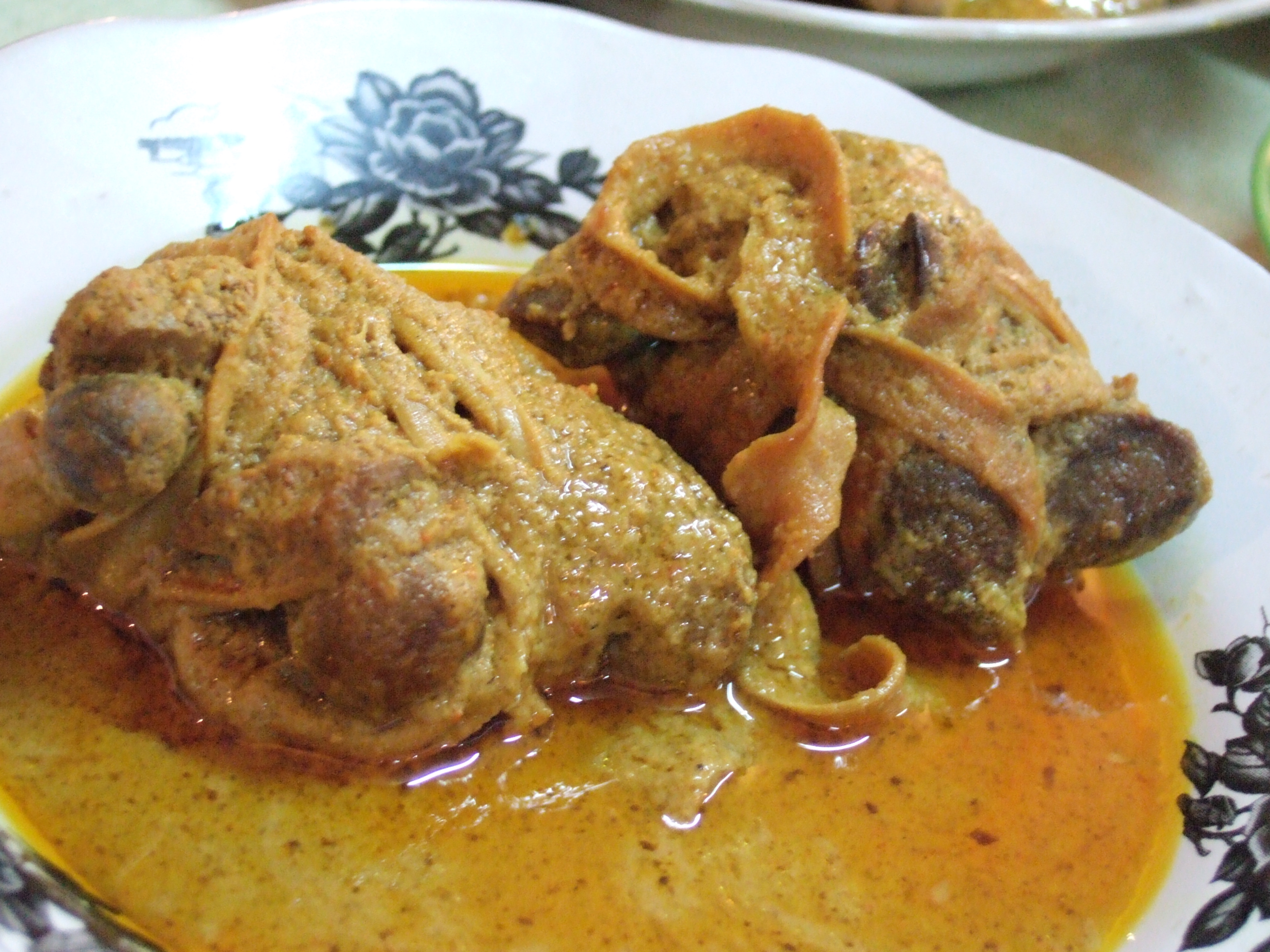
دل و قلوه مرغ، در اینجا دل، جگر و سنگدان پیچیده‌شده با روده، در گولای (کاری به سبک نوسانتارا) در غذاهای Minangkabau، اندونزی نشان داده شده‌است.

دل و قلوه، دل و جگر یا دل و جگر و قلوه (به انگلیسی: Giblets) ‎/ˈdʒɪblɪts/‎ یک اصطلاح آشپزی برای کله‌پاچه‌های خوراکی مرغ است که معمولاً شامل قلب، سنگدان، جگر (کبد) و دیگر اندام‌ها می‌شود.
یک پرنده کامل از یک قصاب، اغلب با قلوه بسته‌بندی می‌شود، گاهی در یک کیسه در داخل حفره بدن بسته می‌شود. گردن اغلب با جمجمه‌ها همراه است. در غرب معمولاً هنگام قصابی، گردن از بدن جدا می‌شود.